# Serie Rishikesh

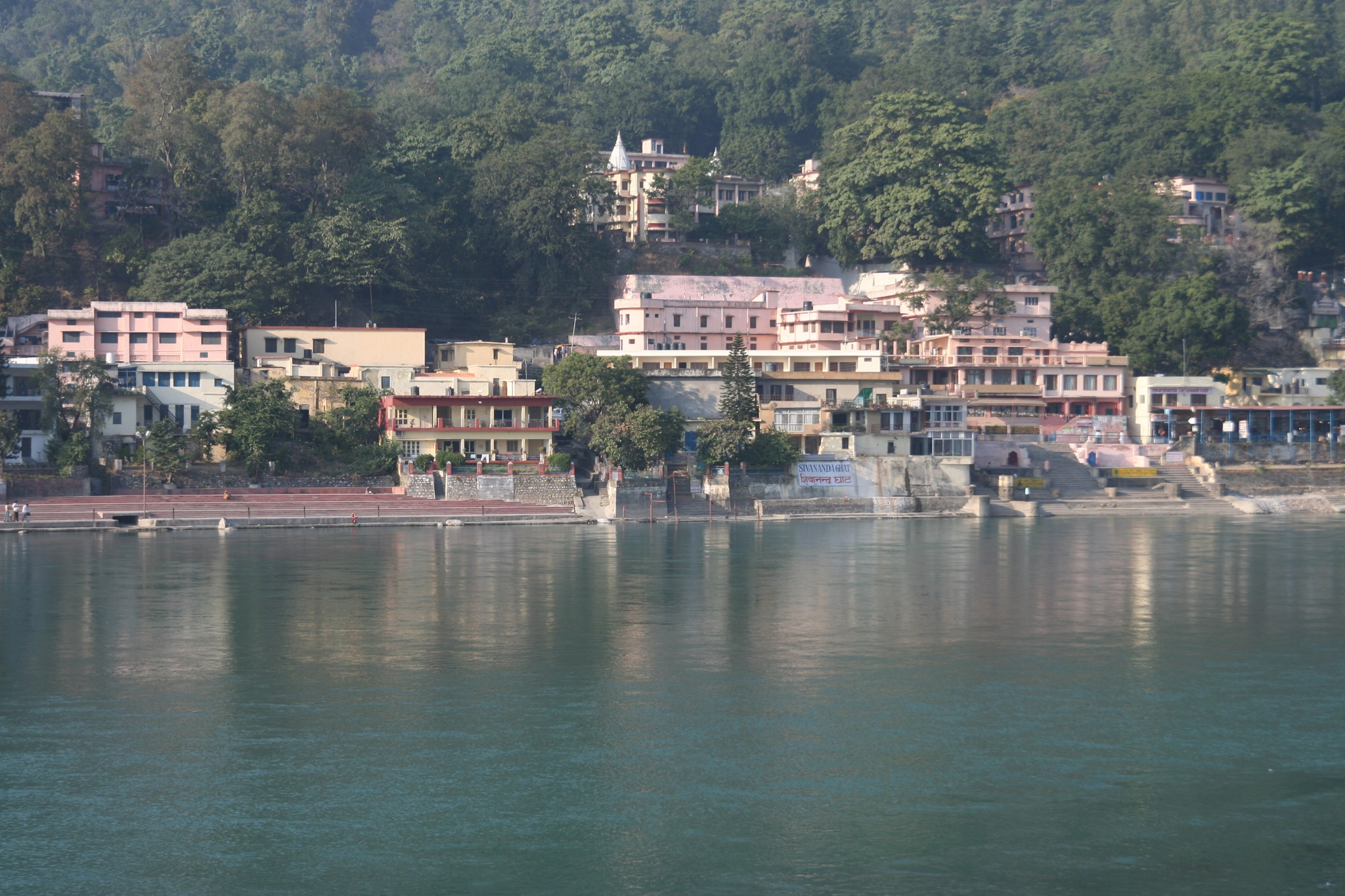
Shivananda Kutir sotto e Shivananda Ashram sopra, a Muni Ki Reti, Rishikesh

La Serie Rishikesh è una sequenza di āsana fondamentali insegnata nel famoso ashram (eremo) di Rishikesh del Swami (maestro) Shivananda (1854 – 1934).

## La serie
La serie di asana, prevede sia la fase statica della posizione che la fase dinamica di passaggio da una asana alla successiva. Questa fase dinamica, fortemente legata alla respirazione, è importantissima per il risultato finale dell'esercizio sia fisico che spirituale.
| 1  | Sarvangasana         | posizione della candela            |  |
| 2  | Halasana             | posizione dell'aratro              |  |
| 3  | Matsyasana           | posizione del pesce                |  |
| 4  | Pashimottanasana     | posizione della pinza seduta       |  |
| 5  | Bhujangasana         | posizione del serpente o del cobra |  |
| 6  | Salabhasana          | posizione della locusta            |  |
| 7  | Dhanurasana          | posizione dell'arco                |  |
| 8  | Ardha Matsyendrasana | posizione di Matsyendra            |  |
| 9  | Shirsasana           | posizione capovolta                |  |
| 10 | Shavasana            | posizione del cadavere             |  |

La serie delle posizioni è basata su azioni e reazioni in grado di stimolare punti fondamentali del corpo come la schiena, l'addome, la respirazione:
- Sarvangasana (capovolta) agisce sulle cervicali stirandole, Halasana (aratro) ne incrementa l'effetto e infine Matsyasana (pesce) contrae le cervicali in opposizione alle precedenti.
- Matsyasana (pesce) aiuta la respirazione addominale mentre Pashimottanasana (pinza seduta) contrae l'addome consentendo principalmente la respirazione toracica.
- Pashimottanasana (pinza seduta) sollecita la schiena fortemente nell'usuale verso di piegatura, mentre Bhujangasana (cobra/serpente) insiste nel verso opposto sulle cervicali e lombari e Salabhasana (locusta) insiste sulle dorsali, infine Dhanurasana (arco) somma gli effetti di Bhujangasana e Salabhasana nella stessa posizione.